# Gnathophis capensis
Gnathophis capensis är en fiskart som först beskrevs av Kaup, 1856.  Gnathophis capensis ingår i släktet Gnathophis och familjen havsålar. Inga underarter finns listade i Catalogue of Life.